# Артина Кязими
Артина Кязими (на албански: Artina Qazimi, на македонска литературна норма: Артина Ќазими) е политик от Северна Македония от албански произход.

## Биография
Родена е на 13 април 1997 година в Гостивар, Република Македония. По произход е от Добри дол. Завършва физиотерапевтика в Медицинския факултет на Държавния университет в Тетово. На 15 юли 2020 година е избрана за депутат от Алианс за албанците в Събранието на Северна Македония и е най-младата депутатка.